# I Believe I Can Fly
I Believe I Can Fly – singel amerykańskiego piosenkarza R&B R. Kelly, stanowiący część ścieżki dźwiękowej filmu Kosmiczny mecz.
I Believe I Can Fly zajęło ostatecznie 2. miejsce na amerykańskiej liście Billboard Hot 100, 1. na liście Hot R&B/Hip-Hop Songs oraz 1. na liście UK Singles Chart. Utwór zdobył 3 nagrody Grammy i usytuował się na 406. pozycji na liście 500 utworów wszech czasów magazynu Rolling Stone z 2004 roku.
W późniejszym okresie nagranie doczekało się wielu coverów, m.in. ze strony Yolandy Adams, Ruth Brown i Bianki Ryan.
Załoga 29. misji promu kosmicznego Atlantis na Międzynarodową Stację Kosmiczną – STS-122 usłyszała I Believe I Can Fly podczas 10. dnia lotu jako dźwięk budzika.